# Tarkett Bačka Palanka
Tarkett Bačka Palanka est une entreprise serbe qui a son siège social à Bačka Palanka, dans la province de Voïvodine. Elle travaille dans le secteur de l'industrie manufacturière et, plus précisément, dans la fabrication de revêtements pour le sol et de parquets.
Tarkett Bačka Palanka est une filiale du groupe Tarkett. En 2010, par ses bénéfices, l'entreprise figurait au 2e rang des entreprises les plus rentables de Serbie et au 1er rang des entreprises serbes du secteur de la fabrication.

## Historique
Tarkett Bačka Palanka a été créée en 2002 comme une coentreprise associant la société française Tarkett et la société serbe Sintelon.

## Activités
Tarkett Bačka Palanka fabrique des revêtements de sol en stratifié et en vinyle ainsi que du linoleum. La société fabrique aussi des parquets. Elle produit pour les particuliers aussi bien que pour les professionnels et travaille aussi pour les salles de sport.